# Rajon Dworitschna

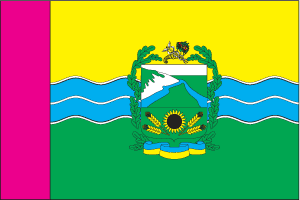
Flagge des Rajons

Der Rajon Dworitschna (ukrainisch Дворічанський район/Dworitschanskyj rajon; russisch Двуречанский район/Dwuretschanski rajon) war eine 1923 (mit Unterbrechung zwischen 1963 und 1965) gegründete Verwaltungseinheit innerhalb der Oblast Charkiw im Osten der Ukraine.
Am 17. Juli 2020 kam es im Zuge einer großen Rajonsreform zum Anschluss des Rajonsgebietes an den Rajon Kupjansk.
Der Rajon hatte eine Fläche von 1112 km² und eine Bevölkerung von etwa 18.000 Einwohnern, der Verwaltungssitz befand sich in namensgebenden Siedlung städtischen Typs Dworitschna.

## Geographie
Der Rajon lag im Nordosten der Oblast Charkiw. Er grenzte im Norden auf einer Länge von 40 Kilometern an Russland (Oblast Belgorod, Rajon Waluiki), im Osten an den Rajon Trojizke (in der Oblast Luhansk), im Süden an den Rajon Kupjansk sowie im Westen an den Rajon Welykyj Burluk.
Durch das ehemalige Rajonsgebiet fließt in südwestlicher Richtung der Fluss Oskil sowie dessen Nebenflüsse Nyschnja Dworitschna (Нижня Дворічна), Werchnja Dworitschna (Верхня Дворічна), Wilschana (Вільшана) und Tawilschanka (Тавільжанка), dabei ergeben sich Höhenlagen zwischen 80 und 200 Metern.

## Administrative Gliederung
Auf kommunaler Ebene war der Rajon in eine Siedlungsratsgemeinde sowie 13 Landratsgemeinden unterteilt, denen jeweils einzelne Ortschaften untergeordnet waren.
Zum Verwaltungsgebiet gehörten:
- 1 Siedlung städtischen Typs
- 51 Dörfer
- 3 Ansiedlungen

### Siedlungen städtischen Typs
| Siedlungen städtischen Typs | Siedlungen städtischen Typs | Siedlungen städtischen Typs | Siedlungen städtischen Typs |
| Name                        | Name                        | Name                        | Name                        |
| ukrainisch transkribiert    | ukrainisch                  | russisch                    |                             |
| --------------------------- | --------------------------- | --------------------------- | --------------------------- |
| Dworitschna                 | Дворічна                    | Двуречная (Dwuretschnaja)   |                             |

### Dörfer und Siedlungen
| Dörfer                            | Dörfer                  | Dörfer                                                | Dörfer           |
| Name                              | Name                    | Name                                                  | Landratsgemeinde |
| ukrainisch transkribiert          | ukrainisch              | russisch                                              | Landratsgemeinde |
| --------------------------------- | ----------------------- | ----------------------------------------------------- | ---------------- |
| Berestowe                         | Берестове               | Берестовое (Berestowoje)                              | Nowojewhoriwka   |
| Bolohiwka                         | Бологівка               | Бологовка (Bologowka)                                 | Kamjanka         |
| Bohdaniwske (bis 2016 Schowtnewe) | Богданівське (Жовтневе) | Богдановское (Bogdanowskoje)/Жовтневое (Schowtnewoje) | Bohdaniwske      |
| Dobroljubiwka                     | Добролюбівка            | Добролюбовка (Dobroljubowka)                          | Tokariwka        |
| Dowhenke                          | Довгеньке               | Довгенькое (Dowgenkoje)                               | Kutkiwka         |
| Fyholiwka                         | Фиголівка               | Фиголевка (Figolewka)                                 | Petro-Iwaniwka   |
| Horobjiwka                        | Гороб'ївка              | Горобьевка (Gorobjewka)                               | Tawilschanka     |
| Hrakowe                           | Гракове                 | Граково (Grakowo)                                     | Nowojewhoriwka   |
| Hrjanykiwka                       | Гряниківка              | Гряниковка (Grjanikowka)                              | Tawilschanka     |
| Iwaniwka                          | Іванівка                | Ивановка (Iwanowka)                                   | Nowojewhoriwka   |
| Kamjanka                          | Кам'янка                | Каменка (Kamenka)                                     | Kamjanka         |
| Kasjaniwka                        | Касянівка               | Касьяновка (Kasjanowka)                               | Kutkiwka         |
| Kolodjasne                        | Колодязне               | Колодезное (Kolodesnoje)                              | Kolodjasne       |
| Krasne Persche                    | Красне Перше            | Красное Первое (Krasnoje Perwoje)                     | Kamjanka         |
| Kutkiwka                          | Кутьківка               | Кутьковка (Kutkowka)                                  | Kutkiwka         |
| Losowa Druha                      | Лозова Друга            | Лозовая Вторая (Losowaja Wtoraja)                     | Kutkiwka         |
| Losowa Perscha                    | Лозова Перша            | Лозовая Первая (Losowaja Perwaja)                     | Kutkiwka         |
| Lyman Druhyj                      | Лиман Другий            | Лиман Второй (Liman Wtoroi)                           | Lyman Druhyj     |
| Lyman Perschyj                    | Лиман Перший            | Лиман Первый (Liman Perwy)                            | Wilschana        |
| Malziwka                          | Мальцівка               | Мальцевка (Malzewka)                                  | Nowojewhoriwka   |
| Metschnikowe                      | Мечнікове               | Мечниково (Metschnikowo)                              | Tokariwka        |
| Mykolajiwka                       | Миколаївка              | Николаевка (Nikolajewka)                              | Mykolajiwka      |
| Mytrofaniwka                      | Митрофанівка            | Митрофановка (Mitrofanowka)                           | Petro-Iwaniwka   |
| Neschdaniwka                      | Нежданівка              | Неждановка (Neschdanowka)                             | Mykolajiwka      |
| Nowojewhoriwka                    | Новоєгорівка            | Новоегоровка (Nowojewgorowka)                         | Nowojewhoriwka   |
| Nowomlynsk                        | Новомлинськ             | Новомлынск                                            | Petro-Iwaniwka   |
| Nowouschwyniwka                   | Новоужвинівка           | Новоужвиновка (Nowouschwinowka)                       | Kolodjasne       |
| Nowowassyliwka                    | Нововасилівка           | Нововасилевка (Nowowassilewka)                        | Petro-Iwaniwka   |
| Obuchiwka                         | Обухівка                | Обуховка (Obuchowka)                                  | Kolodjasne       |
| Odradne                           | Одрадне                 | Отрадное (Otradnoje)                                  | Kolodjasne       |
| Pawliwka                          | Павлівка                | Павловка (Pawlowka)                                   | Mykolajiwka      |
| Perschotrawnewe                   | Першотравневе           | Першотравневое (Perschotrawnewoje)                    | Wilschana        |
| Petriwka                          | Петрівка                | Петровка (Petrowka)                                   | Mykolajiwka      |
| Petriwske                         | Петрівське              | Петровское (Petrowskoje)                              | Tokariwka        |
| Petro-Iwaniwka                    | Петро-Іванівка          | Петро-Ивановка (Petro-Iwanowka)                       | Petro-Iwaniwka   |
| Pischtschanka                     | Піщанка                 | Песчанка (Pestschanka)                                | Pisky            |
| Pisky                             | Піски                   | Пески (Peski)                                         | Pisky            |
| Pleskatschiwka                    | Плескачівка             | Плескачовка (Pleskatschowka)                          | Ridkodub         |
| Putnykowe                         | Путникове               | Путниково (Putnikowo)                                 | Ridkodub         |
| Ridkodub                          | Рідкодуб                | Редкодуб (Redkodub)                                   | Ridkodub         |
| Sapadne                           | Западне                 | Западное (Sapadnoje)                                  | Dworitschna      |
| Strojiwka                         | Строївка                | Строевка (Strojewka)                                  | Kamjanka         |
| Tawilschanka                      | Тавільжанка             | Таволжанка (Tawolschanka)                             | Tawilschanka     |
| Terny                             | Терни                   | Терны                                                 | Nowojewhoriwka   |
| Tokariwka                         | Токарівка               | Токаревка (Tokarewka)                                 | Tokariwka        |
| Topoli                            | Тополі                  | Тополи                                                | Kamjanka         |
| Wassylziwka                       | Васильцівка             | Васильцовка (Wassilzowka)                             | Ridkodub         |
| Welykyj Wysselok                  | Великий Виселок         | Великий Выселок (Weliki Wysselok)                     | Nowojewhoriwka   |
| Wilschana                         | Вільшана                | Ольшана (Olschana)                                    | Wilschana        |
| Wodjane                           | Водяне                  | Водяное (Wodjanoje)                                   | Ridkodub         |
| Siedlungen                        |                         |                                                       |                  |
| Dworitschanske                    | Дворічанське            | Двуречанское (Dwuretschanskoje)                       | Kamjanka         |
| Dworitschne                       | Дворічне                | Двуречное (Dwuretschnoje)                             | Tawilschanka     |
| Topoli                            | Тополі                  | Тополи                                                | Pisky            |